# پیتر ویزوف
پیتر ویزوف (به انگلیسی: Peter Wisoff) فضانورد اهل کشور ایالات متحده آمریکا است که در ۱۶ اوت ۱۹۵۸ میلادی در نورفوک، ویرجینیا زاده شد. وی در مأموریت اس‌تی‌اس-۵۷، اس‌تی‌اس-۶۸، اس‌تی‌اس-۸۱، اس‌تی‌اس-۹۲ حضور داشته است.